# Студинец
Студинец (укр. Студинець) — село в Тысменицкой городской общине Ивано-Франковского района Ивано-Франковской области Украины.
Население по переписи 2001 года составляло 343 человека. Занимает площадь 5,74 км². Почтовый индекс — 77463. Телефонный код — 03436.